# サム・マイト・セイ
「サム・マイト・セイ」（原題：Some Might Say）は、1995年にオアシスが発表した楽曲、および同曲を収録したシングル。通算6枚目のシングル。

## 概要
ノエル・ギャラガーの作詞・作曲。オアシスの2枚目のアルバム『モーニング・グローリー』からのシングルカットで、バンドにとって初の全英シングルチャート1位獲得シングルとなった。クリエイション・レコーズのアラン・マッギーは、「アクイース」との両A面シングルとして発売することを考えていたが、ノエルはそれに反対したという。
日本盤ではビートルズの「悲しみはぶっとばせ」のカバーが収録されている。
ジャケットはダービーシャー州マトロック近郊のクロムフォード駅にて撮影された。アートワークを担当したブライアン・キャノンは「ノエル・ギャラガーから歌詞が書かれた紙を渡されて、詞の内容をすべて盛り込んだイメージが欲しいと言われたんだ」と語っている。それを実現すべく、クロムフォード駅に、歌詞に因み、「シンクいっぱいの魚」、「頭にお盆を載せた」女性（実際は、ブライアン・キャノンが創り上げた架空のバーテンダー）、「教訓が必要」な浮浪者などを寄せ集めた。映っているのはいずれも関係者であり、橋の上で手を振っているのはリアム・ギャラガー、プラットホームから水を撒いているのがノエル・ギャラガー、手押し車を押しているのはブライアン・キャノンの父親、モップを持っているのはブライアン・キャノンの母親、他はすべてブライアン・キャノン率いるクリエイティブ集団"マイクロドット"のスタッフである。マイケル・スペンサー・ジョーンズがモノクロフィルムで撮影し、その写真に1週間（2週間とも）かけて彩色することで完成へと至っている。
このシングルを最後に、ドラマーのトニー・マッキャロルが解雇される。代わってアラン・ホワイトが加入し、次作シングル「ロール・ウィズ・イット」よりドラムを担当している。

## 収録曲
- 英国盤CD CRESCD 204

1. サム・マイト・セイ - Some Might Say - 5:28
2. トーク・トゥナイト - Talk Tonight - 4:21
3. アクイース - Acquiesce - 4:24
4. ヘッドシュリンカー - Headshrinker - 4:38

- 7インチアナログCRE 204

1. サム・マイト・セイ - Some Might Say - 5:28
2. トーク・トゥナイト - Talk Tonight - 4:21

- 12インチアナログCRE 204T

1. サム・マイト・セイ - Some Might Say - 5:28
2. トーク・トゥナイト - Talk Tonight - 4:21
3. アクイース - Acquiesce - 4:24

- カセットテープ CRECS 204

1. サム・マイト・セイ - Some Might Say - 5:28
2. トーク・トゥナイト - Talk Tonight - 4:21

- 日本盤CD ESCA-6251

1. サム・マイト・セイ - Some Might Say - 5:27
2. トーク・トゥナイト - Talk Tonight - 4:21
3. アクイース - Acquiesce - 4:24
4. ヘッドシュリンカー - Headshrinker - 4:39
5. サム・マイト・セイ(デモ) - Some Might Say (Demo) - 6:47
6. 悲しみはぶっとばせ - You've Got to Hide Your Love Away - 2:16

## チャート
| チャート (1995年)                        | 最高位 |
| ---------------------------------------- | ------ |
| ベルギー (Ultratop 50 Wallonia)          | 33     |
| ヨーロッパ (Eurochart Hot 100)           | 3      |
| フィンランド (Suomen virallinen lista)   | 9      |
| アイスランド (Íslenski Listinn Topp 40)  | 3      |
| アイルランド (IRMA)                      | 3      |
| オランダ (Single Tip)                    | 10     |
| スコットランド (Official Charts Company) | 1      |
| スウェーデン (Sverigetopplistan)         | 7      |
| UK シングルス (OCC)                      | 1      |

| チャート (1995年)                       | 順位 |
| --------------------------------------- | ---- |
| アイスランド (Íslenski Listinn Topp 40) | 38   |
| スウェーデン (Sverigetopplistan)        | 84   |
| イギリス (OCC)                          | 31   |